# Battista Sforza
Battista Sforza, née en 1446 à Pesaro et morte le 7 juillet 1472 à Gubbio, duchesse d'Urbino, est issue d'une grande famille de condottieres, maîtres du duché de Milan.

## Biographie
Battista est la première fille légitime née du mariage d'Alessandro Sforza, seigneur de Pesaro, et de Costanza de Varano (1428-1447), fille aînée de Piergentile Varano, seigneur de Camerino, et d'Elisabetta Malatesta. En 1447, Costanza meurt après avoir donné naissance à son fils, Costanzo. Après la mort de leur mère, Battista et son frère, ainsi que leurs demi-sœurs illégitimes Ginevra et Antonia, s'installent à la cour de leur oncle paternel Francesco Sforza et de son épouse Blanche Marie Visconti où ils sont élevés aux côtés de leurs cousins.
Battista et sa cousine Ippolita Maria reçoivent une éducation humaniste et la jeune fille parle couramment le grec et le latin, prononçant son premier discours public en latin à l'âge de quatre ans. On dit qu'elle est si douée en rhétorique latine qu'elle prononce même un discours devant le pape Pie II. Giovanni Santi décrit Battista comme « une jeune fille dotée de toutes les grâces et les vertus les plus rares ».
Son oncle Francesco Sforza arrangé son mariage avec Frédéric III de Montefeltro, duc d'Urbino, qui a vingt-quatre ans de plus qu'elle. Le mariage a lieu le 8 février 1460, alors que Battista est âgée de quatorze ans,.
De leur union naissent six filles et un fils :
1. Aura, à propos de laquelle aucune information n'est disponible ;
2. Girolama, dont on sait seulement qu'elle est morte en 1482 ;
3. Élisabeth de Montefeltro (it) (1462 à Urbino - 1521 à Ferrare), épouse Roberto Malatesta en 1479, seigneur de Rimini ; veuve en 1482, elle se retire dans le monastère Sainte-Claire d'Urbino sous le nom de Claire ;
4. Giovanna Felicita de Montefeltro (1463 à Urbino - 1514 à Urbino), épouse Giovanni della Rovere en 1484 ;
5. Constance (1466 à Urbino - 1518 à Naples), épouse en 1483 Antonello Sanseverino, prince de Salerne et comte de Marsico ;
6. Agnès de Montefeltro (1470 à Gubbio - 1523 à Rome), épouse Fabrizio Colonna en 1488 ;
7. Guidobaldo (1472 à Gubbio - 11 avril 1508 à Fossombrone), épouse en 1489 Élisabeth Gonzague, la brillante fille de Frédéric Ier, marquis de Mantoue ; à la mort de Guidobaldo, en 1508, le duché d'Urbino revient pour six ans à sa sœur Giovanna, et passe ainsi dans la famille Della Rovere des papes Jules II et Sixte IV.

Leur mariage est heureux et le couple est décrit par des contemporains comme « deux âmes dans un seul corps ». Frédéric qualifie Battista de « délice de mes heures publiques et privées ». De plus, il sollicite ses conseils sur des questions politiques et elle l'accompagne à presque tous les événements officiels en dehors d'Urbino. Elle est également régente du duché pendant les absences de son mari,. Elle s'occupe aussi des enfants naturels et légitimés de son mari et les traite comme les siens, bien qu'elle soit à peu près du même âge qu'eux.
Poursuivant la tradition d'éducation féminine de la famille Sforza, elle donne à ses filles une éducation humaniste similaire à celle qu'elle a reçu de sa tante Blanche Marie Visconti. De même, sa petite-fille, Vittoria Colonna, est une poète célèbre.
Après avoir eu six filles, Battista donne naissance à son premier fils le 24 janvier 1472. Cependant, trois mois après, Battista, ne s'étant jamais complètement remise de sa dernière grossesse, tombe malade et meurt en juillet 1472.